# جوزيه بيزيرو
جوزيه بيزيرو (بالبرتغالية: José Peseiro)، (المولود في 4 أبريل 1960 في البرتغال) هو مدرب كرة قدم. عُرف بأنه كان مساعدًا لكارلوس كيروش خلال فترة تدريبه في ريال مدريد، وكمدرب لسبورتنغ لشبونة الذي بلغ معه نهائي كأس الاتحاد الأوروبي 2004–05 ولكنه خسر أمام نادي سيسكا موسكو.

## مسيرته التدريبية

### البداية
تخرج بيزيرو من نفس الدورة التي تخرج منها مدرب تشيلسي السابق جوزيه مورينيو، وبدأ مسيرته التدريبية في موسم 93-1992 في ناد محلي صغير اسمه يونياو دي سانتاريم. بعد قضاء موسمين مع هذا النادي، قضى موسمين مع نادي يونياو دي مونتيمور، ثم ثلاثة مواسم مع أورينتال حتى العام 1999، حين انتقل إلى نادي سي دي ناسيونال. مع هذا النادي بدأ نجمه بالصعود، ففاز بدوري الدرجة الثانية البرتغالي، وبعد موسمين استطاع الحصول على المركز الثاني في دوري الدرجة الأولى وبالتالي أوصل الفريق إلى الدوري الممتاز. بعد أن انهى موسمه في الممتاز في المركز الحادي عشر وضمان الفريق لبقاءه، اختاره كيروش كمساعد له في ريال مدريد للموسم 04-2003. لم تسر الأمور في مدريد على ما يرام، فتمت إقالة كيروش وعاد إلى منصبه كمساعد للمدرب في مانشستر يونايتد، فيما عرض على بيزيرو تدريب نادي سبورتنغ لشبونة البرتغالي.

### سبورتنغ لشبونة
وصل بيزيرو إلى نادي سبورتنغ لشبونة في الوقت الذي كانت فيه الكرة البرتغالية تعيش تغييرًا ملحوظًا، فبعد أن ترك مورينيو نادي بورتو بعد أن سيطر على الدوري المحلي لموسمين متتاليين، كانت آمال مشجعي سبورتنغ لشبونة كبيرة في استعادة اللقب على يدي بيزيرو. البداية السيئة (مع ثلاث هزائم وتعادلين حتى الأسبوع التاسع) تلتها بقية موسم سيئة أيضًا، برصيد اقتصر على 66 نقطة. لكن الموسم السيئ الذي حظي به المنافسان بورتو وبنفيكا ساعد سبورتنغ على البقاء في المنافسة حتى الأسبوع الثالث والثلاثين، حين خسر سبورتنغ بهدف في الدقائق الأخيرة للحارس ريكاردو. سجل الفريق في كأس الاتحاد الأوروبي كان أفضل، واستطاع الفريق تجاوز أندية فينورد ونيوكاسل يونايتد وميدلسبرة ونادي إيه زد ألكمار. كان مقررا أن يقام للنهائي على ملعب النادي البرتغالي، وهذا ما حفز الفريق للوصول إلى المباراة النهائية واللعب أمام سسكا موسكو الروسي، لكن الفريق خسر هذه المباراة بنتيجة 3-1.
بداية الموسم 06-2005 لم تكن أقل مأساوية، فخسر فرصة الفريق التأهل إلى دوري أبطال أوروبا على يد أودينيزي الإيطالي، ثم خرج من كأس الاتحاد الأوروبي على يد هالمستاد السويدي. ورغم أن بداية الفريق في الدوري كانت أفضل، إلا أنه تلقى خسارة من سي دي ناسيونال، تلاها فوز هزيل على فيتوريا. وبعد الخسارة من هالمستاد، هُزم الفريق أمام نادي باسوس دي فيرييرا الصاعد حديثا، في السادي عشر من أكتوبر خسر الفريق أمام أكاديميكا دي كويمبرا، فتراجع إلى المركز السابع، وبعدها بيومين قبل رئيس النادي استقالة المدرب.
خلال عهده مع سبورتنغ، اُتهِم بيزيرو دائما بأنه غير قادر على ربط اللعب الإيجابي مع نتائج إيجابية. عُرِف بسييرو أيضا بأنه لا يجيد تحفيز لاعبيه، وبأنه لا يستطيع إحكام قبضته على غرفة تبديل الملابس. أحد الأمثلة على ذلك هو ما اصطادته الكاميرا حين قام اللاعب فابيو روشمباك بشتم المدرب بعد أن قام باستبداله في إحدى المباريات، في حادثة تكررت بعد بضعة أشهر مع لاعب آخر هو البرازيلي ليدسون. في نهاية شهر مايو من العام 2006 وقع بسييرو عقدا مع نادي الهلال السعودي استمر بتدريبه لثمانية أشهر قدم الهلال خلالها مستوى جيد إلى أنه أقيل رغم أن فريقه كان يحتل المركز الأول في الدوري السعودي.

### المنتخب السعودي
في فبراير من عام 2009 تعاقد الاتحاد السعودي لكرة القدم مع بيزيرو ليتولى تدريب المنتخب السعودي خلفاً للمدرب السعودي ناصر الجوهر الذي استقال من منصبه. قدم بيزيرو أداء جيد مع المنتخب السعودي حيث أعادهم للمنافسة من جديد على التأهل لكأس العالم 2010، وأقيل من تدريب المنتخب السعودي عقب الخسارة من منتخب سوريا في أولى مبارياته في كأس آسيا 2011.

### الأهلي
أعلن النادي الأهلي المصري في أكتوبر 2015 التعاقد مع بيزيرو لتولي مسئولية تدريب الفريق خلفًا لفتحي مبروك. وشن مشجعين للنادي الأهلي على مواقع التواصل الاجتماعي حملة اعتراض كبيرة على قرار تعيين بيزيرو.
وفي 18 يناير 2016، تقدم بيزيرو بطلب فسخ تعاقده بشكل مفاجئ وهو الأمر الذي قوبل بالترحيب من إدارة الأهلي. وبذلك يكون بيزيرو قد قاد الأهلي في 12 مباراة، فاز في 8 وتعادل مرتين وتعرض لخسارتين، ليجمع الفريق 26 نقطة ويحتل المركز الثالث في جدول الدوري بفارق نقطة عن المتصدر الزمالك ووصيفه مصر للمقاصة. وبعد أقل من 24 ساعة من فسخ تعاقد مع الأهلي، تولى بيزيرو مسؤولية تدريب نادي بورتو البرتغالي.

### الشارقة
في 1 يناير 2017 أعلن مسئولو نادي الشارقة الإماراتي عن تعاقدهم رسميًا معه لتولي قيادة الفريق، خلال الفترة المقبلة. وتكون أولى مواجهاته مع الفريق أمام نادي الوصل في بطولة كأس رئيس الدولة، ونجح الفريق في الفوز على الوصل بنتيجة 2/4 وتأهل لمباراة قبل النهائي أمام الوحدة.

## روابط خارجية
- جوزيه بيزيرو على موقع قاعدة بيانات كرة القدم.إي يو (الإنجليزية)
- جوزيه بيزيرو على موقع عالم كرة القدم.نت (الإنجليزية)